# Akademik Ioffe
Akademik Ioffe est un navire océanographique russe appartenant à la
Shirshov Institute of Oceanology (en) de l'Académie des sciences de Russie. Il porte le nom du physicien juif russe Abram Fiodorovitch Ioffé.

## Histoire
Il a été construit en même temps que son sister-ship l'Akademik Sergey Vavilov au chantier naval finlandais du Groupe STX à Rauma.
Les deux navires disposent d'un puits vertical d'environ deux mètres de diamètre, qui s'ouvre sur le pont principal et se transforme en une pièce spéciale à partir de laquelle un récepteur acoustique ou un émetteur peut être abaissé au-dessous de la ligne de flottaison au moyen d'un treuil. Les navires ont été utilisés pour des expériences sur la propagation à longue distance de sons dans l'océan.
Le navire s'est échoué dans le golfe de Boothia, au Nunavut, en août 2018. Il y avait 126 personnes à bord, sans dommage paasger. On dit que l'Akademik Ioffe est resté échoué pendant 12 heures. Son sauvetage a coûté 513 025,44 $ aux contribuables canadiens, en plus des coûts de la Garde côtière canadienne.
Il a été affrété par One Ocean Expeditions (OOE) jusqu'en 2019 .

## Galerie

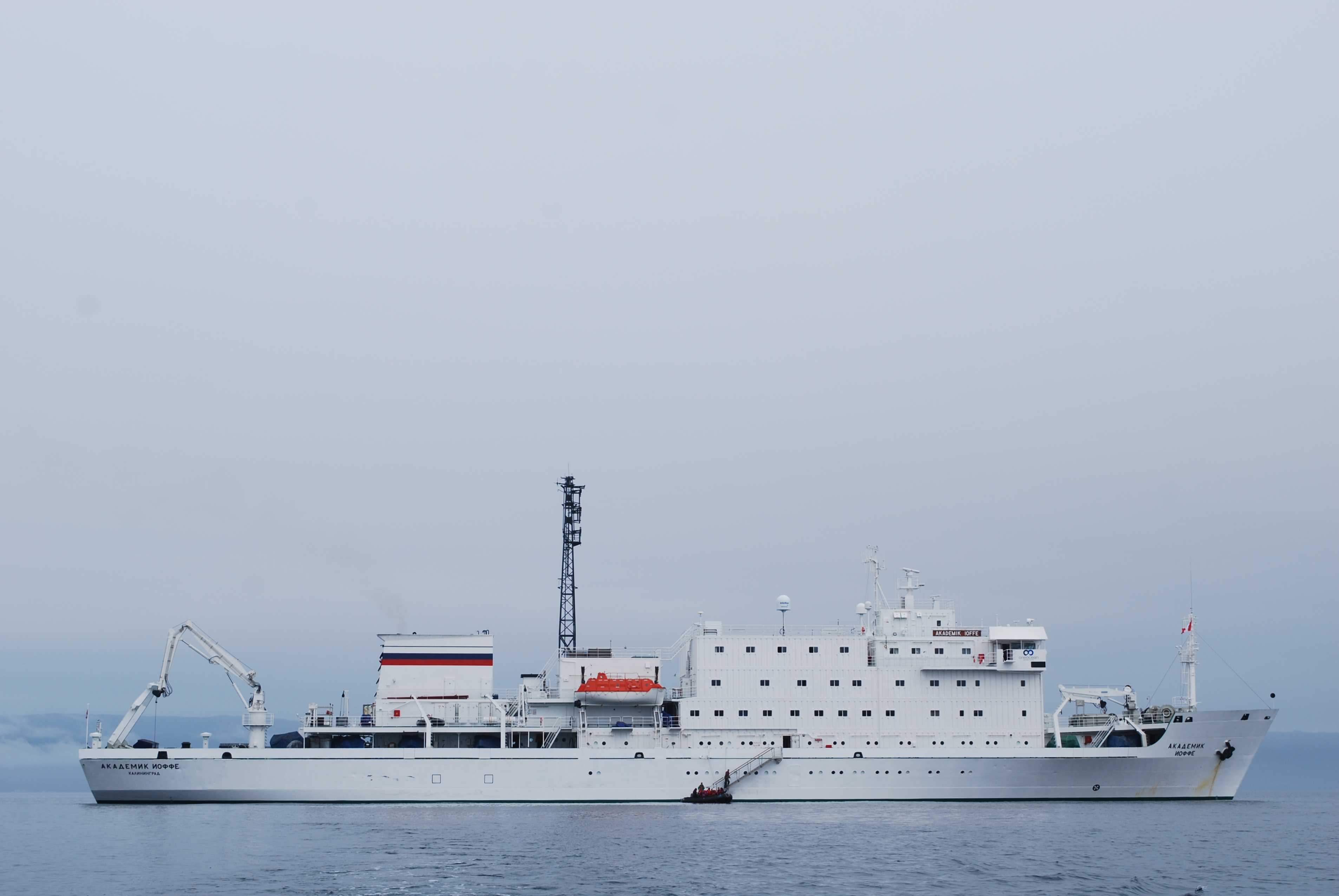
RV Akademik Ioffe
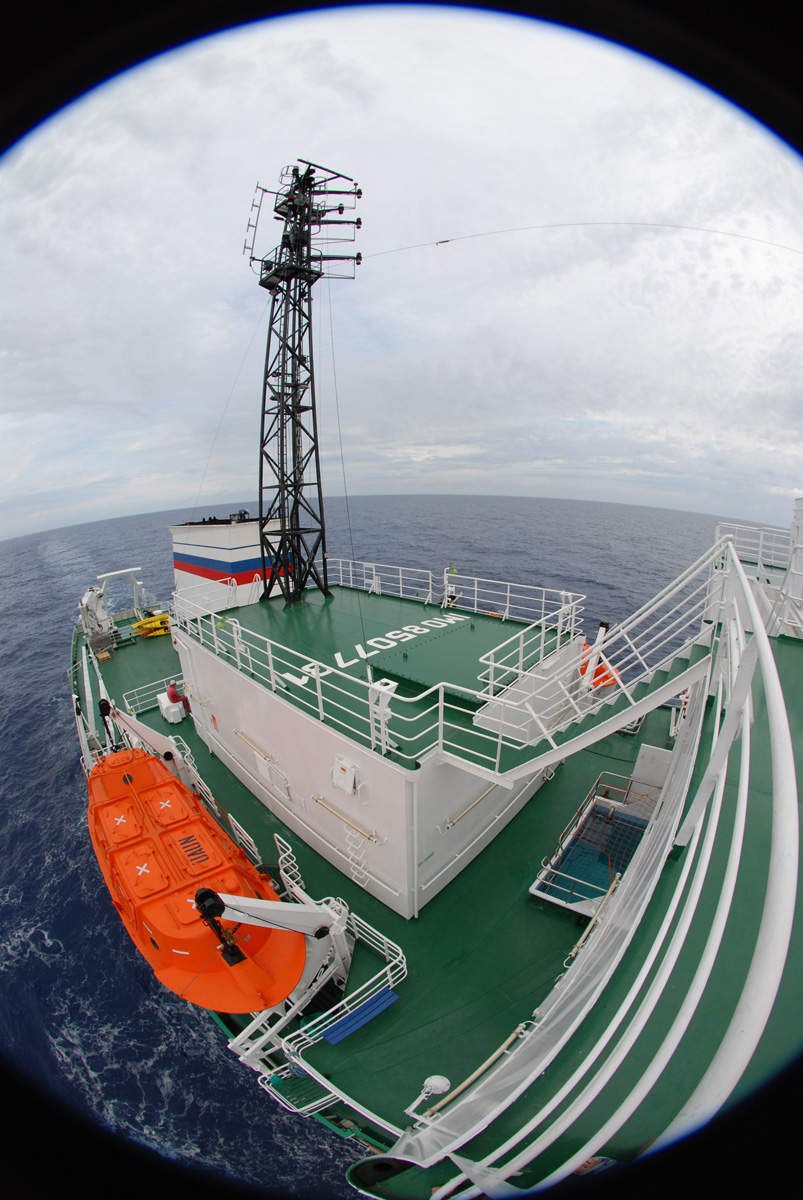
Akademik Ioffe

### Note et référence
1. ↑  One Ocean Expeditions

- (en) Cet article est partiellement ou en totalité issu de l’article de Wikipédia en anglais intitulé « Akademik Ioffe » (voir la liste des auteurs).